# ブラック・クランズマン
『ブラック・クランズマン』（BlacKkKlansman）は、2018年のアメリカ合衆国の伝記犯罪映画。監督はスパイク・リー、出演はジョン・デヴィッド・ワシントンとアダム・ドライバーなど。
ロン・ストールワースが2014年に上梓した回顧録『ブラック・クランズマン』（鈴木沓子・玉川千絵子訳、丸屋九兵衛監修、PARCO出版、2019年）を原作とし、実話をもとに警察と白人至上主義団体の戦いを笑いありスリルありで描いた社会派の刑事アクションである。

## 概要
1970年代のアメリカ・コロラド州コロラドスプリングスで、アフリカ系アメリカ人（黒人）初の市警察巡査となったロンが、白人至上主義団体クー・クラックス・クランの地方支部への潜入捜査に着手し、活動内容や極秘計画を暴くまでを描く。
映画は、スパイク・リー、ショーン・レディック、ショーン・マッキトリック、ジェイソン・ブラム、ジョーダン・ピールによって製作されている。映画の制作にあたって、レディックは原作を映画化する権利を買い取り、2017年9月に、スパイク・リーが監督に決定した。キャスト陣は翌月10月に決定し、ニューヨーク州で撮影が始まった。
同映画は、2018年5月14日、第71回カンヌ国際映画祭でカンヌ国際映画祭 審査員特別グランプリを受賞し、8月10日、全米で上映が開始された。その日は、白人至上主義者の極右集会「ユナイト・ザ・ライト・ラリー」からちょうど1周年の日であった。
また同作は批評家からワシントンとドライバーの演技や、映画のタイムリーな題材を賞賛され、長年賞から遠ざかっていたリー監督の復帰作としても話題となった。第91回アカデミー賞で同作は、作品賞、監督賞（リー監督にとっては初）、助演男優賞を含む6つの賞にノミネートされ、最終的に脚色賞を受賞した。
AFIはまた、2018年のトップ10映画の1つとして同作を推薦し、第76回ゴールデングローブ賞では作品賞 (ドラマ部門)を含む4つのノミネートを獲得した。

## ストーリー
1972年、ロン・ストールワースはコロラド州コロラド・スプリングズの警察署でアフリカ系アメリカ人（黒人）として初めて警察官に採用される。警察署内でも人種差別を経験しながら、ロンは見習い潜入捜査官として元ブラック・パンサー党のクワメ・トゥーレ（ストークリー・カーマイケル）の演説会に派遣され、地元の黒人解放活動家パトリスと親交を深める。
情報部に正式配属されたロンは白人至上主義団体クー・クラックス・クラン（KKK）の新聞広告に電話をかけ、白人のレイシストを装ってKKK支部に入会する。同僚のユダヤ系警官フリップ・ジマーマンが潜入担当、ロンは電話連絡担当として、二人一役でKKK志願者を演じることになる。
白人訛りを使いこなすロンと、現場でのトラブルにも動じないフリップの演技は優秀で、KKK支部長ウォルターや全国指導者デビッド・デュークからも信頼を得て、次期支部長に推挙されるまでになる。過激派支部員のフェリックスだけが、新入りのロンに懐疑的な目を向け続け、ロンの正体を暴こうとする。
そのフェリックスが陸軍内のシンパから受け取ったプラスチック爆薬で黒人殺傷を企んでいることを察知したロンは、自分が警官であることを明かしてパトリスに集会を避けるよう警告する。パトリスはロンが身分を隠していたことをなじる。
パトリス達の黒人集会当日、同時にKKK支部でもデュークを迎えた集会が開かれる。フリップはKKK支部員ロンとして、ロンはデュークを警護する警官として、KKK集会に参加する。その裏でフェリックスに爆弾を託された妻コニーは、警戒が強化された黒人集会場からパトリスの自宅へ標的を変える。ロンが駆けつけたためにパトリスは間一髪で難を逃れ、コニーが仕掛け損ねた爆弾でフェリックス一味は爆死してしまう。
爆弾事件の後、ロンたち捜査班は署長から慰労とともに捜査を中止させられる。ロンはデュークに電話をかけて自分の正体をばらし、狼狽するデュークを皆で嘲笑して溜飲を下げる。
ある夜、仲直りしたパトリスとロンが警察を退職するかどうかで口論していると、何者かが玄関をノックする。2人が拳銃を構えながら玄関に向かうとカメラがズームアウトし、野外で十字架を燃やす儀式を行っているKKKの集団を捉える。2017年バージニア州シャーロッツヴィルの極右集会における実際のドキュメンタリー映像が次々にカットインされる。デモ隊に自家用車が衝突し、黒人男性が「クソ野郎は俺の街から出ていけ」と悲痛に叫ぶ。轢き殺された白人女性ヘザー・ハイアーの追悼の場面が映し出され、映画が終わる。

## キャスト
※括弧内は日本語吹替
- ロン・ストールワース（英語版）刑事 - ジョン・デヴィッド・ワシントン（松田健一郎）
- フィリップ・"フリップ"・ジマーマン刑事 - アダム・ドライバー（坂詰貴之）
- デビッド・デューク - トファー・グレイス（橘潤二）
- クワメ・トゥーレ - コーリー・ホーキンズ（橘潤二）
- パトリス・デュマス - ローラ・ハリアー（西島麻紘）
- ウォルター・ブリーチウェイ - ライアン・エッゴールド（蜂須賀智隆）
- フェリックス・ケンドリックソン - ヤスペル・ペーコネン（英語版）（虎島貴明）
- アイヴァンホー - ポール・ウォルター・ハウザー（臼木健士朗）
- コニー・ケンドリックソン - アシュリー・アトキンソン（英語版）（杉山慈美）
- ボーリガード博士／ナレーター - アレック・ボールドウィン（臼木健士朗）
- ジェローム・ターナー - ハリー・ベラフォンテ
- ブリッジス署長 - ロバート・ジョン・バーク（大泊貴揮）
- ジャッボ - マムズ・ダ・スキーマー
- オデッタ - ダマリス・ルイス（英語版）
- トゥレンティーン - イザイア・ウィットロック・Jr

## 製作
2015年、ショーン・レディックはロン・ストールワースの自伝『Black Klansman』の映画化権を購入し脚色作業に取りかかった。2017年にはジェイソン・ブラム率いるブラムハウス・プロダクションズとジョーダン・ピール率いるモンキーパー・プロダクションズが製作に関与することになった。9月、スパイク・リーが監督に起用され、ジョン・デヴィッド・ワシントンが出演交渉に臨んでいるとの報道があった。10月25日、アダム・ドライバーが本作に出演することになったと報じられた。31日、トファー・グレイスとコーリー・ホーキンズの出演が決まった。11月9日、ポール・ウォルター・ハウザーがキャスト入りした。16日、ヤスペル・ペーコネンが本作に出演するとの報道があった。17日、ライアン・エッゴールドの出演が決まったと報じられた。12月4日、アシュリー・アトキンソンが起用されたと報じられた。

### 撮影
2017年10月、本作の主要撮影がニューヨークで始まった。
白人至上主義者を演じたグレイスは精神的に消耗しきり、数週間にもわたって深刻な鬱状態に苦しむこととなった。グレイスはピーター・ジャクソン監督の『ホビット』三部作を1本の映画に再編集するという作業を通して、徐々に精神の安定を回復することができたのだという。グレイスは自身の演技に関して「『ブラック・クランズマン』を見た人の中には、私がデュークを好人物であるかのように演じていてけしからんと思われる方が出るでしょう。しかし、デュークが好人物に見えることこそ、彼を一層厄介な存在たらしめているものなのです。」と語っている。

## 公開・興行収入
2018年5月14日、本作は第71回カンヌ国際映画祭でプレミア上映された。また、同日にオフィシャル・トレイラーも公開された。6月16日にはシドニー映画祭での上映が行われた。本作は2018年8月10日に全米公開される予定だが、これは前年に発生したシャーロッツビルでの暴動の1周年にぶつけたものである。
リー監督はデビッド・デュークとドナルド・トランプにこそ本作を鑑賞してほしいという主旨の発言をしている。
本作は『MEG ザ・モンスター』及び『スレンダーマン 奴を見たら、終わり』と同じ週に封切られ、公開初週末に1100万ドル前後を稼ぎ出すと予想されていたが、その予想は的中した。2018年8月9日、本作は全米1512館で公開され、公開初週末に1084万ドルを稼ぎ出し、週末興行収入ランキング初登場5位となった。

## 評価
カンヌでの上映後、10分間にもわたるスタンディングオベーションが発生した。最高賞であるパルム・ドールの受賞こそ適わなかったが、次点に相当する審査員特別グランプリに選出された。
本作は批評家から絶賛されている。映画批評集積サイトのRotten Tomatoesには44件のレビューがあり、批評家支持率は95%、平均点は10点満点で7.4点となっている。サイト側による批評家の見解の要約は「『ブラック・クランズマン』は史実を利用して現代の出来事を実に痛烈に批評しており、全盛期のスパイク・リー作品を思わせるものが随所にある。」となっている。また、Metacriticには17件のレビューがあり、加重平均値は75/100となっている。なお、本作のCinemaScoreはA-となっている。
『ガーディアン』のピーター・ブラッドショーは本作に5つ星評価で3つ星を与え、「『ブラック・クランズマン』は娯楽作品であるが、ジョーダン・ピール監督が『ゲット・アウト』で垣間見せたような社会風刺があり、それによって全体のバランスを見事にとっている。同作はトランプ政権の中心にいる粗野な人々に対する怒りに満ちた苛烈な応答であり、痛快なしっぺ返しでもある」と述べている。『インディワイアー』のデヴィッド・エーリッヒは本作にB+評価を下し、「愉快な作品である以上に、ずっと恐ろしい作品である」「重苦しくかつ極めて今日性の高い題材をワイルドにまとめあげているが、娯楽作品でもあるという点では終始一貫している。」と評している。